# Zagadka premii za ryzyko
Zagadka premii za ryzyko – łamigłówka rynku kapitałowego, polegająca na trudno wytłumaczalnej różnicy między stopami zwrotu z akcji i obligacji. Pojęcie to po raz pierwszy użyte zostało w 1985 roku przez Rajinisha Mehrę i Edwarda Prescotta.
Zgodnie z oczekiwaniami teorii ekonomicznej akcje, jako bardziej ryzykowna kategoria aktywów, powinny przynosić wyższe stopy zwrotu niż obligacje, cechujące się znacznie mniejszym ryzykiem. Źródłem tej różnicy jest awersja do ryzyka, jedno z centralnych założeń współczesnej ekonomii. Jednakże różnica w poziomach stóp zwrotu z akcji i obligacji zdaje się znacznie przewyższać przewidziany przez teorię efekt awersji do ryzyka. Efekt ten jest zauważalny nawet, jeśli skoncentruje się na inwestycjach krótkoterminowych, w których przypadku ryzyko związane z akcjami jest jeszcze wyższe, niż w długim okresie.

## Dane empiryczne
Empiryczne analizy stóp zwrotu na rynkach kapitałowych pokazały, że premia od ryzyka oscyluje w okolicach 3–4 punktów procentowych. Obliczono, że odpowiadałoby to obojętności między pewną wypłatą 51 209 dolarów a loterią dającą możliwość wygrania 50 000 bądź 100 000 dolarów, co jest wyraźnie sprzeczne z codziennymi doświadczeniami.

## Interpretacje
W literaturze ekonomicznej zaproponowano wiele możliwych interpretacji i wytłumaczeń dla zagadki premii za ryzyko. Wiele z nich zostało zaprezentowanych w artykule przeglądowym Bradforda De Longa i Konstantina Magina z 2009 roku.

### Awersja do ryzyka i strat
Najpopularniejszym wytłumaczeniem jest awersja do ryzyka inwestorów. Jednak stopień awersji do ryzyka, który tłumaczyłby zagadkę premii za ryzyko jest sprzeczny z empirycznymi obserwacjami i wynikami eksperymentów. Zaproponowano interpretacje, będące próbą obejścia tego problemu, m.in. przez modyfikację założeń co do zmiennych, od których zależna jest korzyść aktorów rynkowych, bądź przez wprowadzenie do modelu pojęcia awersji do strat, czyli silnego przywiązania ludzi do już posiadanych dóbr. Obie linie argumentacji wykraczają poza standardowe założenia neoklasycznej ekonomii.

### Koszty transakcji
Inną interpretację zagadki premii za ryzyko zaproponowali George Mankiw i Stephen Zeldes. Zwrócili oni uwagę, że większa część społeczeństwa nie inwestuje w rynki kapitałowe (z powodu jakichś nieznanych kosztów transakcji). Tym samym model reprezentatywnego agenta, na którym opiera się konwencjonalna interpretacja awersji do ryzyka w agregacie, nie jest adekwatnym odzwierciedleniem rzeczywistości. Według tej interpretacji zagadka premii za ryzyko jest artefaktem wynikającym z zastosowania modelu reprezentatywnego agenta.

### Katastrofy finansowe
Niektórzy ekonomiści próbujący wytłumaczyć zagadkę premii za ryzyko, m.in. Robert Barro i Martin Weitzman, sugerują, że przyczyną dyskrepancji między stopami zwrotu z akcji i obligacji może być krótki okres istnienia rynków kapitałowych. Zdaniem tych badaczy możliwe jest, że racjonalny aktor oczekuje częstszego występowania katastrofalnych załamań rynków, niż sugerowałaby dotychczasowa historia gospodarek rynkowych. Tym samym w oczach aktorów działających na rynkach ryzyko związane z akcjami byłoby większe, niż wynikałoby z danych szeregów czasowych kursów rynkowych.

### Uczenie się inwestorów
Ponieważ premia od ryzyka była najwyższa w pierwszej połowie XX wieku i z czasem nieco zmalała, niektórzy sugerują, że zagadka może wynikać z błędów inwestorów, którzy potrzebowali bardzo dużo czasu (ok. stulecia), żeby zrozumieć rzeczywiste parametry rozkładu stóp zwrotu. Część tej interpretacji opiera się na założeniu problemów instytucjonalnych jako źródła błędów inwestorów.